# Louis Dodéro
Louis Dodéro, né le 6 septembre 1824 à Gênes (Italie) et mort le 18 décembre 1902 à Six-Fours-les-Plages, est un photographe et opticien français d'origine italienne, actif à Marseille dans les années 1850.

## Un précurseur du portrait carte-de-visite
Louis Dodéro produisit des portraits photographiques au format dit carte de visite avant André Adolphe Eugène Disdéri, qui lui, inventa le procédé multi-objectifs.
Dans un article de La Lumière du 24 août 1851, Francis Wey, écrivain et critique de photographie, relate comment Dodéro eut l’idée de mettre une petite photographie sur une carte de visite, ce qui permet « au lieu de son nom, [d’avoir] son portrait sur ses cartes de visite ». Dès 1851, Dodero a également l’intuition  que ce format réduit de photographie d'identité peut servir pour les documents officiels comme le passeport ou le permis de chasse. 
Mais c’est à Disdéri qu’on doit le développement commercial à grande échelle du portrait au format carte-de-visite, pour lequel il dépose un brevet en 1854, car il réussit à produire jusqu'à huit clichés identiques ou avec des poses différentes sur un même support (plaque de verre au collodion), n'ayant donc plus qu'a sensibiliser une seule plaque négative et a ne préparer qu'une seule feuille de papier albuminé pour réaliser son tirage, réduisant d'autant les coûts de production.

## Famille
Le 28 novembre 1857, Louis Dodéro épouse à Marseille Victoire Marie Blanche Cassien (1838-?), la fille du lithographe et photographe Victor Cassien et de Virginie Ravanat, la sœur du peintre Théodore Ravanat.

## Actualité
En octobre 2003, un daguerréotype quart-de-plaque réalisé par Dodéro a été vendu 28 000 euros dans une enchère, soit au triple de son estimation. Cette image représentait un « Homme au chevet d’un homme mort ». L’enchère est particulièrement remarquable, car à cette époque, la cote courante d’un daguerréotype tournait plutôt autour de la centaine d’euros. Un daguerréotype présentant une personne décédée (photographie post-mortem) est très rare en daguerréotypie, d'où son prix remarquable. 